# Wolfgang von Trips
Wolfgang von Trips (Wolfgang Alexander Albert Eduard Maximilian Reichsgraf Berghe von Trips), né le 4 mai 1928 à Cologne en province de Rhénanie en État libre de Prusse et mort le 10 septembre 1961 à Monza, dans la région de Lombardie en Italie est un pilote automobile allemand qui a notamment couru en Formule 1 entre 1957 et 1961. 
Il meurt en course après un accrochage avec Jim Clark au second tour du Grand Prix d'Italie 1961 alors qu'il est en tête du championnat du monde au moment de l'accident. Il se classe, à titre posthume, vice-champion du monde de Formule 1 en 1961, derrière son coéquipier Phil Hill.
Au cours d'une carrière brutalement interrompue à l'âge de 33 ans, il n'a disputé que 27 Grands Prix du championnat du monde. Il a remporté deux victoires, est monté sur le podium à six reprises et a terminé quatorze fois dans les points. Il a obtenu sa première pole position le jour de son accident mortel et a marqué 56 points au cours de sa carrière en Formule 1.

## Biographie

### 1954-1956: débuts en Sports
Issu d'une famille noble de la région allemande du Niederrhein, Wolfgang von Trips participe à sa première course au volant d'une Porsche sous le pseudonyme d'« Axel Linther » pour ne pas effrayer sa famille. Il débute véritablement sa carrière en compétition automobile en 1954 en participant aux Mille Miglia comptant pour le championnat du monde des voitures de sport où il termine trente-troisième sur une Porsche 356 associé à Walter Hampel. Ses trois participations au volant d'une Porsche 356 au championnat allemand des voitures de sport, à l'Eifelrennen Nürburgring catégorie Sport et GT 1,6 L où il termine second, au Rheinland Pfalz Preis catégorie Sport et GT 1,6 L où il termine troisième et au Grand Prix de Berlin catégorie Sport et GT 1,6 L où il termine cinquième, lui valent, dès la première année, de devenir champion d'Allemagne. 

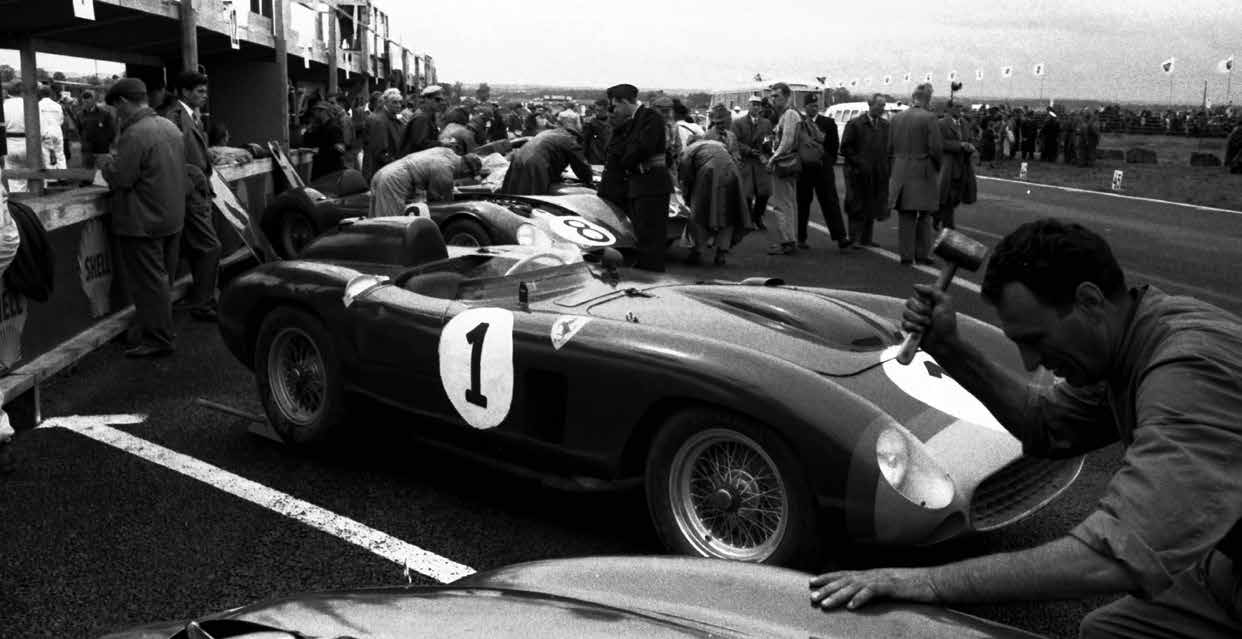
Ferrari de Von Trips et Collins au Grand Prix de Suède 1956.

En 1955, von Trips poursuit son engagement en championnat du monde des voitures de sport et en championnat allemand. Il s'impose à l'Eifelrennen Nürburgring GT 1,3 L. Il est appelé par Alfred Neubauer, team-manager de Mercedes-Benz qui lui propose le volant d'une 300 SL W194 au Grand Prix de Suède à Kristianstad où il a un accident au dixième tour. Von Trips retourne en Allemagne participer aux 500 km du Nürburgring sur sa Porsche 356 1300. Sa modeste quatorzième place au général lui permet d'accrocher la victoire et le meilleur tour en catégorie 1,3 L. De nouveau appelé par Mercedes, il dispose cette fois d'une 300 SLR W196 pour courir le RAC Tourist Trophy avec André Simon et Karl Kling, et obtient la troisième place.
En 1956, von Trips participe au championnat du monde des voitures de sport et au championnat allemand des voitures de sport. Il est engagé par l'écurie Porsche KG aux 12 Heures de Sebring où sa sixième place au général avec une 550 A se trouve assortie d'une victoire en catégorie Sport 1,5 L. Associé à Umberto Maglioli aux 1 000 km du Nürburgring, sa deuxième place au général se double d'une victoire dans la catégorie des voitures de Sport de 1,5 L. Après une trêve de deux semaines, von Trips s'engage seul sur une Mercedes 300 SL W194 allégée (officieusement alignée par le Team Mercedes, ce malgré l'abandon pour la firme de toute compétition), à la Targa Florio qui ne compte plus pour le championnat du monde. Pour sa première participation dans cette course, il abandonne sur une sortie de route. Von Trips est ensuite repéré par la Scuderia Ferrari qui, pour la première fois, lui offre le volant d'une Ferrari 500 Mondial à la Supercortemaggiore où, associé à Hans Herrmann, il abandonne dès le deuxième tour. Ce mauvais résultat ne l'empêche pas de retourner chez Porsche KG et de reprendre le volant d'une 550 A au Grand Prix de Solitude catégorie Sport 1,5 L où il signe la deuxième place. Sept jours plus tard il termine cinquième des 24 Heures du Mans associé à Richard von Frankenberg. Pour la dernière manche du championnat du monde des voitures de sport les 1 000 km de Kristenstadt courus sur le circuit du Rabelöfsbanan en Suède, Ferrari recontacte von Trips : il y finit second sur une Ferrari 290 MM partagée avec Peter Collins. À la suite de cette belle performance, Ferrari lui propose de courir en Formule 1. 
Pour le premier Grand Prix qu'il aurait dû courir en Italie sur une Ferrari D50, il se blesse au bras aux essais et récolte le surnom de « Comte crash ». Il termine la saison en beauté en remportant le même jour les deux manches du Grand Prix de Berlin comptant pour le championnat allemand des voitures de sport : en catégorie Sport 1,5 L sur une Porsche 550 A du team Porsche KG et en catégorie GT +2 L sur une 300 SL.

### 1957-1958: premiers engagements en Formule 1

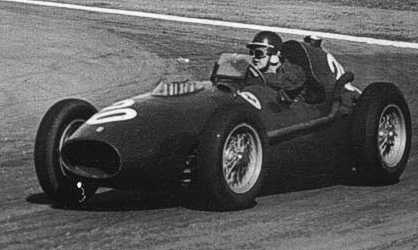
En Formule 1, entre 1958 et 1960, von Trips court sur une Ferrari D246 identique à celle-ci.

Von Trips commence sa carrière de Formule 1 en 1957, en disputant trois courses sur les Ferrari 801 de la Scuderia Ferrari. Dès sa première course, initialement non engagé, il reprend la monoplace de Cesare Perdisa et Peter Collins, et termine sixième du Grand Prix d'Argentine, remporté, chez lui, par le champion du monde argentin Juan Manuel Fangio. À Monaco, il prend le départ puis cède, au quatre-vingt-douzième tour, le volant à Mike Hawthorn qui casse le moteur au bout de trois boucles. À Monza, pour le Grand Prix d'Italie, il finit sur la troisième marche du podium. Parallèlement, il continue à s'engager championnat du monde des voitures de sport. Courant exclusivement pour Ferrari, il se retrouve parfois pilote remplaçant comme au Grand Prix de Cuba, aux 12 Heures de Sebring ou aux 1 000 km du Nürburgring mais prend part aux 1 000 km de Buenos Aires où il abandonne et aux Mille Miglia où il se classe second.
Il dispute six courses chez Ferrari en 1958 et décroche un nouveau podium sur la nouvelle Ferrari D246 en France. Il poursuit ses engagements en Sport, pour Ferrari et signe la deuxième place aux 1 000 km de Buenos Aires avec Olivier Gendebien et Luigi Musso, la troisième place à la Targa Florio avec Mike Hawthorn et la quatrième place aux 1 000 km du Nürburgring avec Gendebien. Von Trips participe à trois courses hors du giron de la Scuderia, le Grand Prix de Cuba, sur une Ferrari 315 Sport de Luigi Chinetti, les 12 Heures de Reims où, associé à Wolfgang Seidel sur la Ferrari 250 GT de ce dernier, ils terminent quatrièmes et une course hors championnat à Zeltweg en catégorie Sports qu'il remporte sur une Porsche 718 RSK.
Il termine la saison 1958 avec un titre de champion d'Europe des courses de côte également en catégorie voitures sportives, sur cette même Porsche  718 RSK.

### 1959: retour à la compétition en Sport avec Porsche

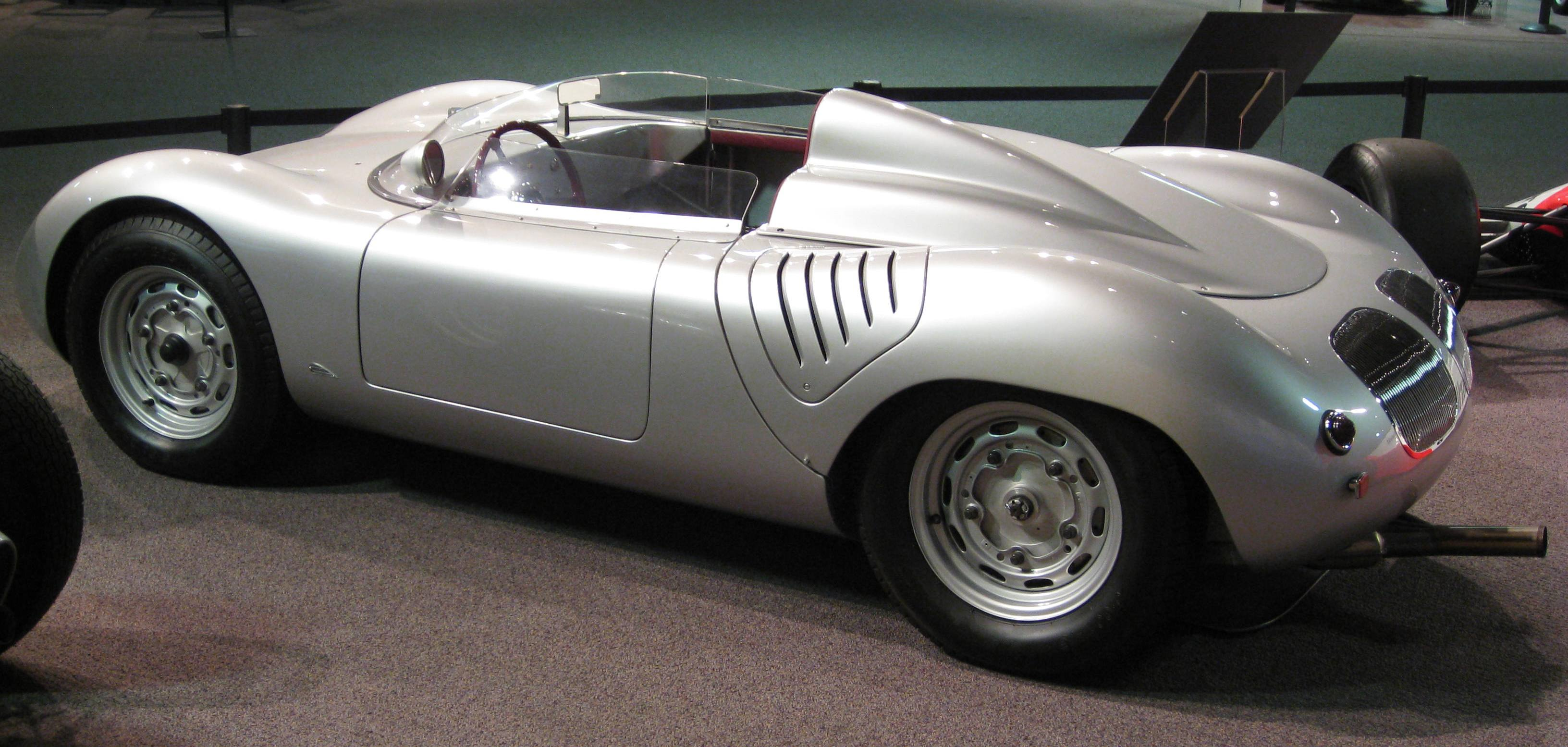
Pendant le championnat du monde des voitures de sport, von Trips court sur Porsche 718 RSK.

En 1959, il ne s'engage que pour deux courses, l'une sur une Porsche 718 de l'écurie Porsche KG à Monaco où il abandonne, l'autre sur une Ferrari D246 de la Scuderia aux États-Unis, sans marquer de point. En guise de consolation, sa saison en Sport s'avère riche en participations sur les Porsche 718 RSK de Porsche KG. Avec Joakim Bonnier, von Trips termine troisième des 12 Heures de Sebring et septième des 1 000 km du Nürburgring mais n'arrive pas au bout de la classique mancelle. Il s'engage seul sur Porsche 718 RSK au Grand Prix de Berlin qu'il remporte, termine second d'une course Porsche à Nassau, puis neuvième du Tourist Trophy.

### 1960-1961: fin de carrière chez Ferrari

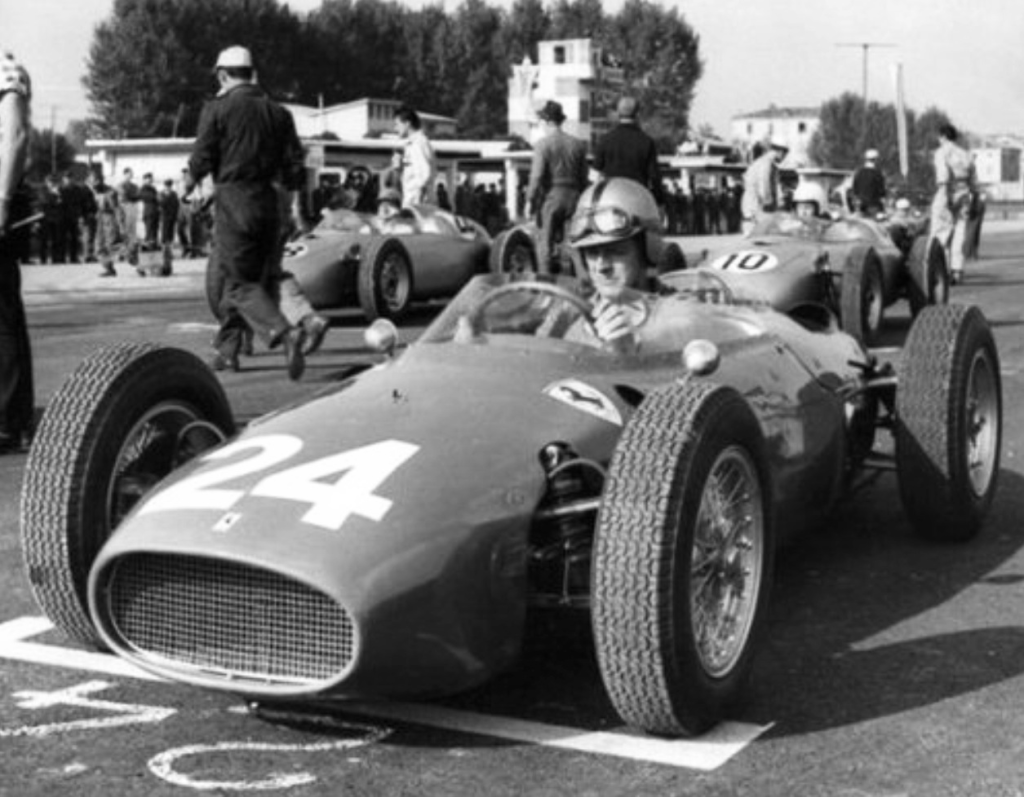
Von Trips au Grand Prix de Formule 2 de Modène 1960.

De retour en Formule 1 chez Ferrari en 1960, il ne peut rien face à la supériorité des Cooper. Sa Ferrari D246 ne lui permet de se classer dans les points qu'à quatre reprises, en Argentine, aux Pays-Bas, en Grande-Bretagne et au Portugal. En fin de saison, Ferrari lui confie une Ferrari 156P au Grand Prix d'Italie où, devant le public Italien, il signe la cinquième place, à deux tours de Phil Hill, vainqueur sur sa Ferrari D246. Ne participant pas au dernier Grand Prix de la saison, aux États-Unis, Ferrari libère ses pilotes laissant Hill piloter une Cooper T51-Climax du Yeoman Credit Racing Team et von Trips une Cooper T51-Maserati de la Scuderia Centro Sud. Il termine sixième du championnat de Formule 1 à égalité de points avec Olivier Gendebien mais décroche sa première victoire en Formule 2 au Grand Prix de Syracuse, récidive à la Solituderennen et se classe troisième de ce championnat. 
En Sport, ses participations avec la Scuderia lui permettent d'accrocher une belle deuxième place aux 1 000 km de Buenos Aires associé à Richie Ginther, une deuxième place à la Targa Florio assortie d'une victoire en catégorie Sports 3 L. Sur une Ferrari 250 GT de l'Écurie Francorchamps, il se classe second des 1 000 km de Paris, courus à Monthléry. Associé à Willy Mairesse, il réalise le meilleur tour en course.

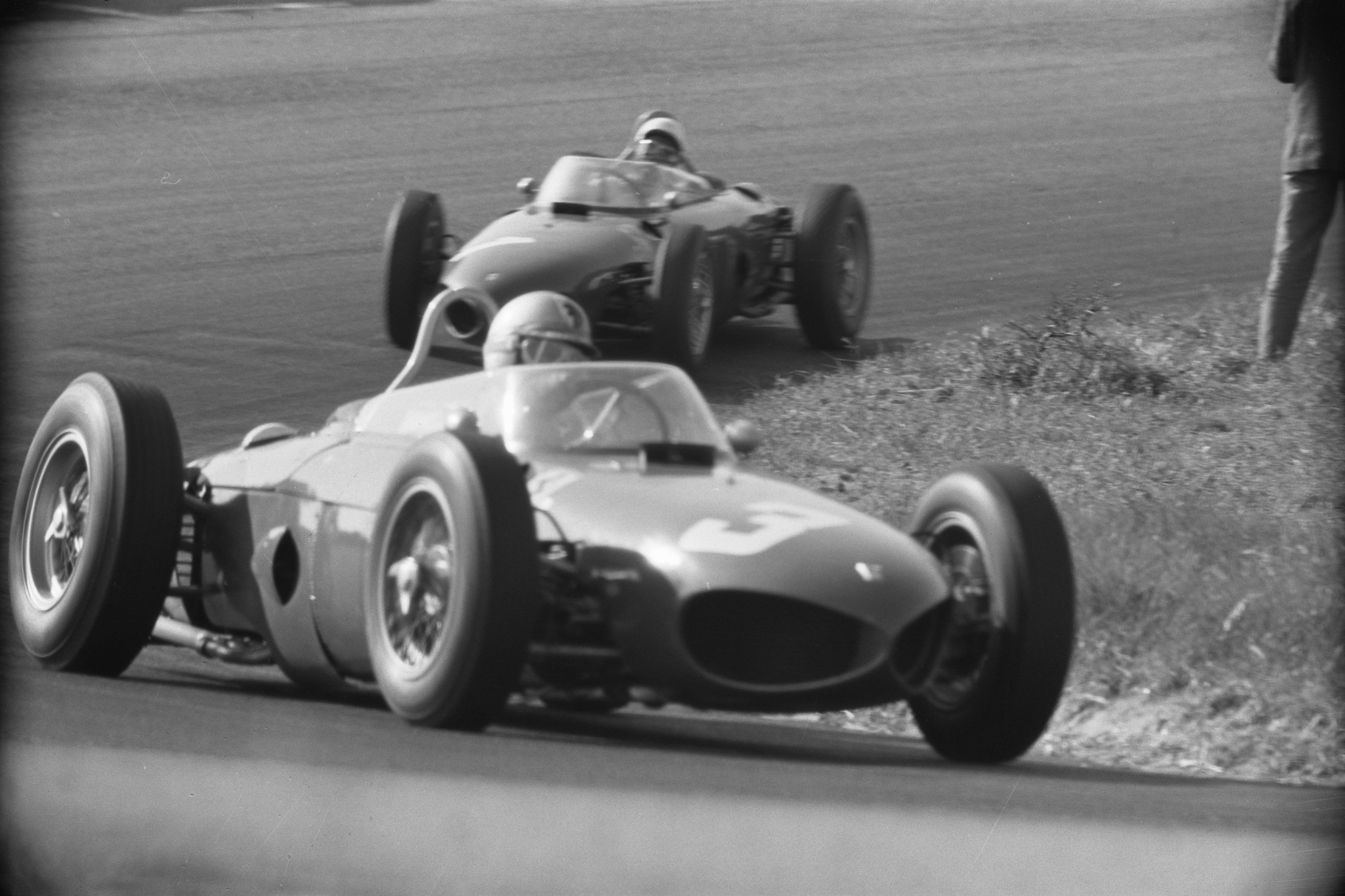
Von Trips lors du Grand Prix des Pays-Bas 1961.

En 1961 il a enfin l'opportunité de disputer le titre mondial. Il s'illustre d'abord en remportant la Targa Florio en Sport avant de gagner en Formule 1 aux Pays-Bas puis en Grande-Bretagne. Sa régularité, grâce à des secondes places en Belgique et en Allemagne, le propulse en tête du championnat du monde. Durant la saison en voitures de Sports, von Trips signe la deuxième place aux 12 Heures de Sebring et la troisième place aux 1 000 km du Nürburgring. Pour sa dernière participation dans ce championnat, von Trips abandonne aux 24 Heures du Mans 1961.
Au Grand Prix d'Italie à Monza, alors qu'il est toujours en tête du championnat, il décroche sa première pole position. Mal parti, il se retrouve en cinquième position au second tour de la course et, à l'approche de la Parabolica, Jim Clark essaie de le passer au freinage, les deux voitures s'accrochent : sa monoplace sort de la piste, percute le talus, ricoche et s'envole, fauchant de nombreux spectateurs (onze personnes tuées sur le coup) avant de revenir s'immobiliser au milieu de la piste. La course n'est pas interrompue pour favoriser le travail des secours. Éjecté de la voiture au moment où elle retombe au sol, le corps de von Trips est transporté vers l'ambulance située de l'autre côté de la piste, entre les passages des concurrents. Son décès laisse son coéquipier Phil Hill libre de conquérir le titre mondial avec Ferrari. 
Ayant remporté le championnat du monde des constructeurs et le championnat du monde des pilotes avec Phil Hill, Ferrari décide, en hommage à son pilote et aux quinze spectateurs finalement décédés, de ne pas participer à la dernière course de la saison, aux États-Unis où Innes Ireland et Lotus signent leurs premières victoires en Formule 1. Von Trips devient à titre posthume vice-champion du monde, derrière son coéquipier Phil Hill.

## Accident de Monza: le témoignage de Jim Clark
Déposition de Jim Clark devant la police de Monza à la suite de l'accident :

« J'étais dans le deuxième tour de la course et j'essayais de dépasser, environ 250 mètres avant la courbe parabolique, la voiture du pilote Von Trips qui était devant moi. Je me suis dirigé à gauche de Von Trips, de façon, plus précisément, à me porter à sa gauche, mais sans intention de le dépasser.
Je suis arrivé avec ma voiture à peu près à la hauteur de Von Trips et je me tenais avec ma roue avant à peu près à la hauteur du milieu de sa voiture, quand Von Trips a soudain tiré à gauche, il se préparait probablement à négocier la courbe à droite. Je ne peux pas dire exactement comment l'accident a eu lieu ; Trips m'a sans doute heurté, je ne sais pas si c'est avec les roues ou la voiture même. Je me suis ensuite sorti de la piste à gauche. J'ai essayé de protéger ma tête avec les mains et je ne sais pas ce qui s'est passé ensuite. Je roulais à environ 230 km/h… »

## Résultats en championnat du monde de Formule 1
- 27 Grands Prix
- 2 victoires
- 6 podiums
- 56 points marqués
- 1 pole position

- Débuts en F1 au  Grand Prix d'Argentine 1957, sur le Circuit de Buenos Aires, le 13 janvier 1957 (résultat : 6e)
- Première victoire au Grand Prix de Hollande 1961, sur le Circuit de Zandvoort, le 22 mai 1961, pour son 22e Grand Prix.
- Première pole position au Grand Prix d'Italie 1961, sur le Circuit de Monza, le 9 septembre 1961, pour son 27e Grand Prix.
- Dernière course au Grand Prix d'Italie 1961, sur le Circuit de Monza, le 10 septembre 1961, pour son 27e Grand Prix (accident mortel)

| Saison | Écurie                               | Châssis                              | Moteur                    | Pneus             | GP disputés | Victoires | Pole positions | Meilleurs tours | Points inscrits | Classement |
| ------ | ------------------------------------ | ------------------------------------ | ------------------------- | ----------------- | ----------- | --------- | -------------- | --------------- | --------------- | ---------- |
| 1956   | Scuderia Ferrari                     | Ferrari D50                          | Ferrari V8                | Englebert         | 0           | 0         | 0              | 0               | 0               | Nc.        |
| 1957   | Scuderia Ferrari                     | Ferrari 801                          | Ferrari V8                | Englebert Pirelli | 3           | 0         | 0              | 0               | 4               | 14e        |
| 1958   | Scuderia Ferrari                     | Ferrari D246                         | Ferrari V6                | Englebert         | 6           | 0         | 0              | 0               | 9               | 10e        |
| 1959   | Scuderia Ferrari Porsche KG          | Ferrari D246 Porsche 718             | Ferrari V6 Porsche Flat-4 | Dunlop            | 2           | 0         | 0              | 0               | 0               | Nc.        |
| 1960   | Scuderia Ferrari Scuderia Centro Sud | Ferrari D246 Ferrari 156P Cooper T51 | Ferrari V6 Maserati l4    | Dunlop            | 9           | 0         | 0              | 0               | 10              | 6e         |
| 1961   | Scuderia Ferrari                     | Ferrari 156                          | Ferrari V6                | Dunlop            | 7           | 2         | 1              | 0               | 33              | 2e         |

## Victoires en Championnat du monde de Formule 1
| no | Année | Manche | Grand Prix      | Circuit   | Départ | Écurie           | Voiture     | Résumé |
| -- | ----- | ------ | --------------- | --------- | ------ | ---------------- | ----------- | ------ |
| 1  | 1961  | 02/08  | Pays-Bas        | Zandvoort | 2e     | Scuderia Ferrari | Ferrari 156 | Résumé |
| 2  | 1961  | 05/08  | Grande-Bretagne | Aintree   | 4e     | Scuderia Ferrari | Ferrari 156 | Résumé |

## Victoires en Championnat de Formule 2
| no | Année | Manche | Grand Prix     | Circuit  | Écurie           | Voiture     | Résumé |
| -- | ----- | ------ | -------------- | -------- | ---------------- | ----------- | ------ |
| 1  | 1960  | 01/26  | Syracuse       | Syracuse | Scuderia Ferrari | Ferrari 156 | Résumé |
| 2  | 1960  | 13/26  | Solituderennen | Solitude | Scuderia Ferrari | Ferrari 156 | Résumé |

## Résultats aux 24 Heures du Mans
| Année | Équipe               | no | Voiture                 | Moteur               | Cat.  | Équipier                | Départ | Tours | Résultat              |
| ----- | -------------------- | -- | ----------------------- | -------------------- | ----- | ----------------------- | ------ | ----- | --------------------- |
| 1956  | Porsche KG           | 25 | Porsche 550A/4 RS Coupé | Porsche 1,5 L Flat-4 | S 1.5 | Richard von Frankenberg | 27e    | 282   | 5e Vainqueur Cat.     |
| 1958  | Scuderia Ferrari     | 16 | Ferrari 250 TR 58       | Ferrari 3,0 L V12    | S 3.0 | Wolfgang Seidel         | 42e    | 101   | Abandon (Accident)    |
| 1959  | Porsche KG           | 31 | Porsche 718 RSK         | Porsche 1,6 L Flat-4 | S 2.0 | Joakim Bonnier          | 27e    | 182   | Abandon (Embrayage)   |
| 1960  | Scuderia Ferrari SpA | 9  | Ferrari 250 TR 59/60    | Ferrari 3,0 L V12    | S 3.0 | Phil Hill               | 50e    | 22    | Abandon (Panne sèche) |
| 1961  | Scuderia Ferrari     | 23 | Ferrari Dino 246SP      | Ferrari 2,4 L V6     | S 2.5 | Richie Ginther          | 1er    | 231   | Abandon (Panne sèche) |

## Distinctions
- Personnalité sportive allemande de l'année en 1961.